# Influence lunaire

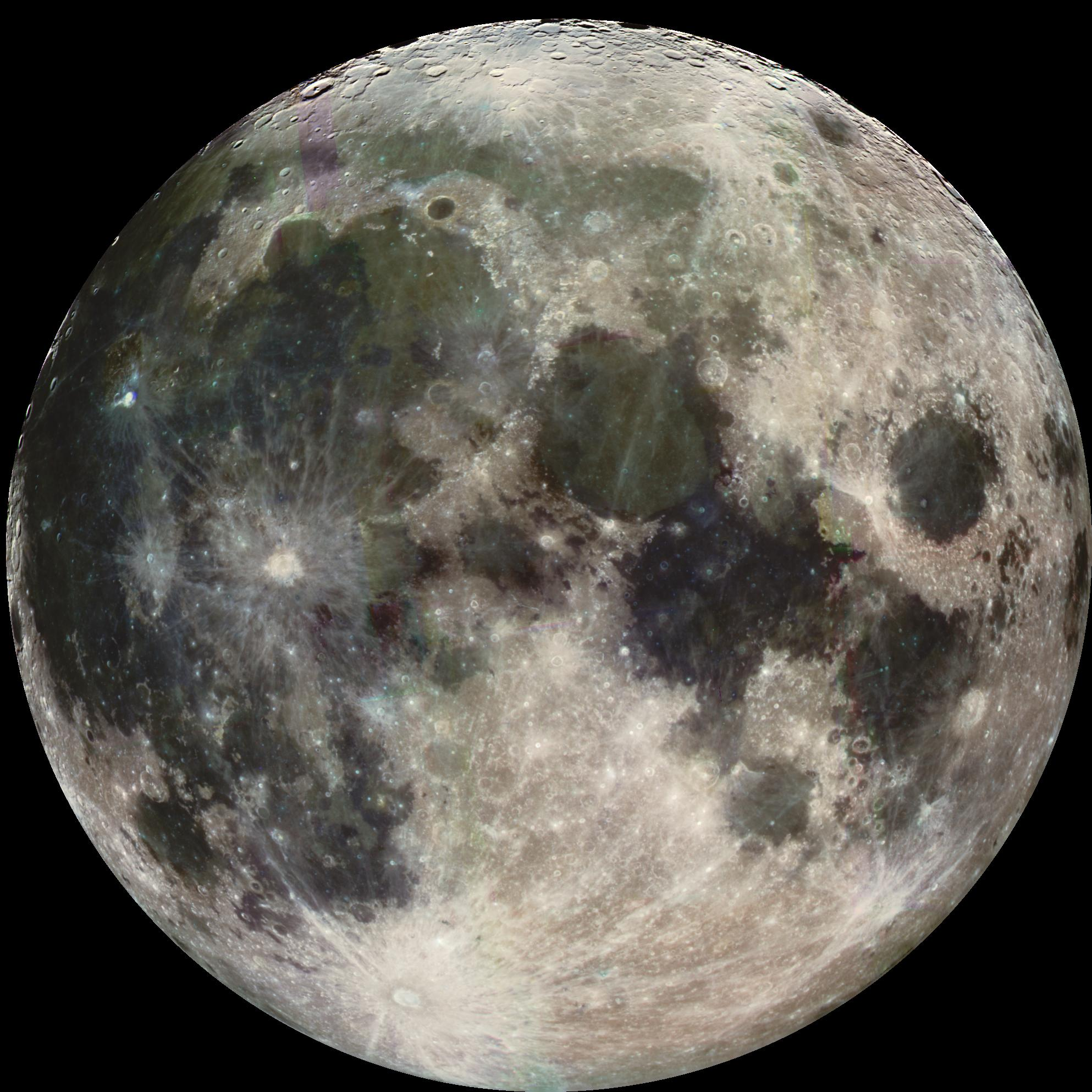
La Lune photographiée par la sonde Galileo

 (mai 2022).
L'influence lunaire peut s'exprimer au-delà des marées (marée océanique, marée  terrestre et marée atmosphérique), dans différents phénomènes qui peuvent être expliqués par la science, mais aussi dans des croyances et des traditions, dont le fondement est erroné, ou totalement étranger à la science moderne,.

## Origines
Des premiers signes de ces croyances et traditions peuvent être trouvés dans des écrits assyriens/babyloniens. Le terme « lunatique » lui-même est dérivé du mot en latin luna, signifiant « lune ».

## Lune et agronomie
L’influence de la lune sur le végétal est un thème discuté depuis des siècles. Plus récemment de nombreuses revues traitant d'horticulture, soutiennent qu'il est important de tenir compte du calendrier lunaire pour effectuer certaines opérations de jardinage. L’influence de la lune a produit en ce qui concerne la coupe des bois, des maximes dans le vocabulaire des forestiers, mais aussi dans le langage des juristes. En 1925, Roger Sargos, recommande encore l'abattage en Vieille lune ou Lune décroissante des bois coloniaux, non sans avoir rapidement établi le constat que certaines pratiques appartiennent désormais au passé. À partir du XVIIIe siècle et jusqu'à nos jours, la plupart des croyances sur l'influence de la lune sur les arbres ont été oblitérées par la science,. Le conseil scientifique de la Société nationale d'horticulture de France conclut que si des effets lunaires existent, ils sont non seulement faibles et inutilisables, mais pour le moment inexpliqués.
En biodynamie, pratique agricole mystique issue de l'anthroposophie, la croyance de l'influence de la Lune sur les arbres demeure, elle est aussi vivace chez certains facteurs d'instruments de musique,. Aucune expérimentation fiable n'a cependant mis en évidence un tel effet, et sur un plan théorique la force d'attraction de la Lune est jugé trop faible pour avoir une influence sur les mécanismes physiologiques.

L'attention s'est portée sur les marées terrestres: certains ont souligné qu'étant donné l'extrême faiblesse des changements exercés par les marées terrestres, la gravimétrie a un rôle improbable à un niveau physique ou biologique. Certaines études,, ont mis en évidence une interactivité des plantes avec les marées terrestres, qualifiée de corrélative et circonstancielle. La date d'abattage (combinaison hiver-phase lunaire), tenant compte des phases de la lune, pourrait avoir selon d'autres expérimentations, une incidence sur le comportement au séchage du bois, son retrait tangentiel, radial et longitudinal, sa densité et par là sa résistance à la compression. La façon dont le système à trois corps Terre-Soleil-Lune pourrait interagir avec les systèmes biologiques pour produire une réponse de croissance spécifique, reste une hypothèse à définir. « Les réponses de croissance des plantes sont principalement provoquées par le mouvement différentiel de l'eau à travers les membranes protoplasmiques conjointement avec le mouvement de l'eau dans le super-symplasme. C'est peut-être dans ce domaine des mouvements de l'eau, ou même dans les formes physiques que l'eau adopte au sein des cellules, que la force de marée lunisolaire a un impact sur les systèmes de croissance vivants. » (Barlow, Fisahn 2012).
Le sélénotropisme décrit la réaction d'orientation d'un organisme à la lumière de la Lune; l'essaimage de certaines espèces d'annélides polychètes comme Eunice fuscata du Pacifique tropical est commandé par un sélénotropisme. En 2020 a été pour la première fois décrit un cas d'influence de la lumière reflétée par la Lune : plus de 3 000 gènes du caféier verraient leur expression modifiée par la quantité de lumière reçue de la lune et donc par le cycle lunaire. Beaucoup de ces gènes sont liés à l'horloge circadienne du caféier qui est donc influencée en partie par la Lune.

## Lune et activité volcanique
L'activité volcanique de certains volcans tels que le Mont Ruapehu serait sensible aux marées terrestres,.

## Lune et blanchiment du linge
La lumière de la Lune serait, selon une croyance, à l’origine du blanchissement du linge. Or les pigments sont principalement altérés par les rayons ultraviolets. La lumière de la Lune n’étant qu’une réflexion partielle de la lumière du Soleil, la quantité d’ultraviolet est très faible : environ 500 000 fois plus faible que la lumière directe du Soleil[réf. souhaitée]. La lumière directe du Soleil est donc 500 000 fois plus responsable du blanchissement du linge que la lumière de la pleine Lune.
Cependant, quand la Lune est bien visible la nuit, il y a moins de nuages pour réfléchir l'infrarouge émis par le sol terrestre. Donc le linge exposé se refroidit plus vite et condense plus de rosée. Or la rosée contient du peroxyde d'hydrogène qui, par dissolution dans l'eau, forme de l'eau oxygénée, puissant oxydant qui peut attaquer les colorants organiques du linge. Ce peroxyde d'hydrogène est produit le jour par les rayons ultraviolets solaires en brisant des molécules d'eau (photolyse de l'ozone troposphérique). C'est ce pouvoir oxydant (et décolorant) qui était utilisé autrefois pour le blanchiment du linge sur le pré. Cette influence imaginaire de la lune est résumée dans plusieurs dictons « la lune mange les rideaux », « la lune mange les couleurs ».

## Lune et santé

### Lune et fertilité
Il existe une croyance populaire proposant un lien entre les cycles lunaires (29,53 jours) et le cycle menstruel de la femme, qui dure en moyenne 28 jours. La vague proximité de ces périodes n'est qu'une coïncidence (et le cycle menstruel du chimpanzé est de 32 jours, celui de la souris de 5 jours...). Les nombreuses études statistiques démontrent en fait qu'il n'y a pas de lien entre naissances et pleine lune.

### Lune et saignements
Autrefois, les chirurgiens refusaient d'opérer lors des nuits de pleine lune, car ils estimaient que le patient aurait une forte chance de succomber à des pertes importantes de sang. Un porte-parole du Royal College of Surgeons of England explique que ses collègues actuels s'« esclafferaient » à l'idée de n'effectuer aucune opération durant la pleine lune.

### Lune et sommeil

#### Étude de C. Cajochen
En 2013, une étude menée par la professeure Christina Cajochen, de l'hôpital psychiatrique universitaire de Bâle, porte sur la qualité de sommeil de 33 volontaires. Les scientifiques contrôlent leur activité cérébrale, leurs mouvements oculaires et mesurent leurs sécrétions hormonales, notamment la mélatonine. Cette étude suggère que le cycle lunaire a une influence sur le sommeil humain, même lorsque ces volontaires ne voient pas la lune et ne savent pas à quel moment du cycle ils se trouvent. Les nuits de pleine lune seraient de moins bonne qualité et écourtées d'au moins vingt minutes, confirmant la croyance populaire que la pleine lune nuit à la qualité du sommeil. Les scientifiques proposent comme explication biologique du phénomène le rôle de l'horloge biologique (et non celui de la lumière diffusée par la lune ou de la marée, trop faible) qui serait calée sur la durée du cycle lunaire. Une étude en 2014 sur un échantillon plus important et de meilleures conditions expérimentales, ne trouve pas de corrélation. Elle montre que la précédente étude souffre notamment d'un biais d'échantillon (échantillon trop petit de 33 volontaires) et l'existence d'un biais de publication.

#### Étude de C. Turanyi
Réalisée en 2014 par une équipe internationale menée par Csilla Zita Turanyi, de l’université Semmelweis de Budapest (Hongrie), parue dans le journal Sleep Medicine, elle reprend des données collectées lors de précédentes recherches menées entre janvier 2007 et novembre 2009.
Une étude « rétrospective » donc, mais qui n’en est pas moins solide, comme le confirme Joëlle Adrien, directrice de recherche à l’Inserm et spécialiste du sommeil : « L’avantage de ce type d’étude est que les données ne sont pas biaisées par des questions orientées des scientifiques [par exemple : « Avez- vous bien dormi durant cette nuit de pleine Lune ? », qui pourrait inciter à une réponse positive ou négative]. De plus, les données sont faciles à mettre en corrélation avec les phases de la lune ». Ainsi, les valeurs enregistrées sur le sommeil de 319 personnes (dont 57 % d’hommes), et autant de nuits, ont été confrontées au calendrier lunaire. Et les 47 nuits enregistrées pendant la pleine Lune semblent bien avoir un profil différent (des taux de sommeil profond de 6,1 % contre 10,9 % lors des phases alternatives, de sommeil paradoxal de 10,1 % contre 13,9 % et de temps d’éveil de 28,7 % contre 20,2 %).
« Une sécrétion hormonale influencée par le cycle lunaire serait une piste intéressante à explorer », notait Joëlle Adrien,.

#### Étude de L. Casiraghi
En 2021, une étude est menée, principalement par des membres de l'université de Washington, sur des populations allant d'un cadre rural avec et sans accès à l'électricité dans les communautés indigènes Toba/Qom en Argentine à un cadre postindustriel hautement urbanisé. Leurs résultats montrent que le sommeil commence plus tard et est plus court les nuits précédant la pleine lune, lorsque le clair de lune est disponible pendant les heures qui suivent le crépuscule. Les auteurs suggèrent alors que le clair de lune a probablement stimulé l'activité nocturne et inhibé le sommeil dans les communautés préindustrielles, et que l'accès à la lumière artificielle peut imiter l'effet ancestral du clair de lune tôt dans la nuit.

### Lune et psychopathologie

#### Étude sur des personnes diagnostiquées bipolaires
Thomas Wehr (en), un psychiatre américain de l'Institut national de santé mentale (NIMH) a publié en 2017 une étude rétrospective portant sur les effets de certains cycles lunaires sur 17 patients bipolaires à cycles rapides pendant 37.5 ans (soient 928 cycles synodiques). L'étude montre des corrélations statistiquement significatives entre certains rythmes lunaires (révolution : 27.3 j., synode ou cycle pleine lune/nouvelle lune : 29.5 j., périgée-syzygie : 206 j.) et les phases manie/dépression de certains patients.

#### Autres recherches scientifiques
Certaines études semblent offrir des liens limités avec l'influence lunaire, mais certaines d'entre elles ne pouvaient réellement montrer de liens fondés entre les phases lunaires et les comportements anormaux. En général, des trouvailles semblant positives sont le résultat d'erreurs de statistiques ou en contradiction avec d'autres études menées. D'autres études menées sur des individus atteints de troubles mentaux montrent généralement des périodes de fortes violences ou périodes agressives durant la pleine lune,, mais une étude plus récente montre qu'aucun lien n'a été établi. Une analyse sur la santé mentale montre une influence lunaire significative uniquement chez les patients souffrant de schizophrénie.